# Doofheid
Doofheid is het niet of zeer slecht kunnen horen. Iemand die doof is wordt ook wel auditief beperkt/gehandicapt genoemd. De term gehoorgestoord die vroeger nog weleens werd gebruikt is vanwege de negatieve bijklank (gestoord) niet meer zo gangbaar.

## Oorzaken
Doofheid kan erfelijk zijn, of veroorzaakt worden door een ziekte of een ongeval. Voorbeelden van erfelijke vormen doofheid zijn het syndroom van Usher, syndroom van Waardenburg en de ziekte van Van Buchem. In sommige families komt de erfelijke doofheid meerdere generaties voor, soms tot de 17e generatie. 5% van dove kinderen heeft twee dove ouders, nog eens 5% heeft 1 dove ouder. In geïsoleerde gebieden of in bepaalde geloofsgemeenschappen kan doofheid relatief vaker voorkomen als gevolg van inteelt. Voorbeelden van doofheid veroorzaakt door ziekte zijn hersenvliesontsteking, oorontsteking en rodehond tijdens de zwangerschap. Doofheid kan ook veroorzaakt worden door medicijnvergiftiging, tumoren, tympanosclerose of veroudering.
Verder kan doofheid veroorzaakt worden door langdurige en/of veelvuldige blootstelling aan harde geluiden.

### Leeftijd
Er is een progressief verlies van de mogelijkheid om hoge frequenties te horen bij een toenemende leeftijd. Dit staat ook bekend als presbyacusis. Veelal begint dit al in de vroege volwassenheid, maar meestal stoort het dan nog niet bij het volgen van gesprekken.

## Vormen
Doofheid kan worden onderscheiden in prelinguale doofheid en postlinguale doofheid.
- Doven
  - Prelinguaal doven
    - Doofgeboren doven
    -  Doofgeworden doven (tot 3 jaar)

  - Postlinguaal doven
    - Laatdoven (vanaf 3 jaar)
    -  Plotsdoven

### Prelinguale doven
Prelinguaal doven zijn doof geboren of op zeer jonge leeftijd doof geworden (voor het derde levensjaar). Prelinguaal doven maken vaak gebruik van een eigen gebarentaal, die een andere grammatica heeft dan de gesproken taal. Wel is het zo dat veel Nederlandse of Vlaamse prelinguaal doven Nederlands als tweede taal beheersen, met name schriftelijk.

### Postlinguale doven
Postlinguaal doven zijn pas op latere leeftijd doof geworden (meestal na het derde levensjaar). Ze gebruiken daarom vaak Nederlands met Gebaren (NmG) in plaats van Nederlandse Gebarentaal (NGT) of Vlaamse Gebarentaal (VGT). Ze voelen zich in het algemeen minder gelukkig en meer geïsoleerd van de horende wereld dan prelinguaal doven. Binnen postlinguaal doven is er onderscheid tussen Plots- en laatdoofheid. Bij plotsdoven hebben ze niets geleerd met gebarentaal of NmG.

## Behandeling
De onderstaande tabel geeft diverse gradaties van slechthorendheid en doofheid die onderscheiden kunnen worden:
| Gehoorverlies in decibel (dB) | Aanduiding                                              | Omschrijving | Hulpmiddel                                             |
| ----------------------------- | ------------------------------------------------------- | --- | ------------------------------------------------------ |
| 0 tot 30                      | Normaal horend tot licht slechthorend                   | Een gesprek op grote afstand of zachte gesprekken zullen misschien niet altijd gevolgd kunnen worden.                                                               | (Meestal) geen nodig                                   |
| 30 tot 60                     | Licht tot matig slechthorend                            | Een gesprek op meer dan één meter of een zacht gesprek lukt vaak niet. Groepsgesprekken zijn een probleem.                                                          | Hoortoestel                                            |
| 60 tot 70                     | Zwaar slechthorend                                      | Groepsgesprekken zijn heel moeilijk, gesprekken op luide toon worden wel verstaan.                                                                                  | Hoortoestel of elektrisch akoestische stimulatie (EAS) |
| 70 tot 80                     | Ernstig slechthorend                                    | Gesprekken op luide toon worden nog wel gehoord, maar niet altijd verstaan.                                                                                         | Zwaar hoortoestel of EAS                               |
| 80 tot 110                    | Doof (zeer ernstig slechthorend of doof met restgehoor) | Alleen omgevingsgeluid van een bron op zeer korte afstand wordt nog gehoord, gesprekken zijn niet meer mogelijk.                                                    | Zwaar hoortoestel of cochleair implantaat (CI)         |
| 110 tot 120                   | Diepdoof                                                | Enkel lage tonen van een bron op zeer korte afstand worden nog waargenomen. Dit kan niet echt 'horen' genoemd worden, het oor neemt alleen nog wat trillingen waar. | CI                                                     |
| Vanaf 120                     | Vibratiedoof                                            | Geluid en ook trillingen worden niet meer waargenomen. | CI                                                     |

### Hoortoestel
Wanneer het binnenoor eenmaal beschadigd is, is herstel over het algemeen niet meer mogelijk. Wel is het mogelijk om - in het geval van gedeeltelijke doofheid of slechthorendheid - een (sterk) gehoorapparaat te gebruiken, wat het geluid versterkt alvorens het aan het oor aan te bieden. Met het nog aanwezige restgehoor kan de dove dan eventueel toch nog voldoende geluid waarnemen om spraak te kunnen verstaan. Door de technologische evolutie zijn de hoortoestellen heel sterk verbeterd en doen ze meer dan enkel geluid versterken.

### Cochleair implantaat
In gevallen waarin het middenoor niet meer functioneert, maar de gehoorzenuw, de auditieve cortex en het auditieve geheugen nog intact zijn, kan een cochleair implantaat (CI) uitkomst bieden. Ruim 80 procent van alle jonge dove kinderen tot 8 jaar en slechts 3 à 5 procent prelinguaal dove oudere kinderen en dove volwassenen zijn geïmplanteerd. Bij 30 procent van plots- en laatdoven is een CI geïmplanteerd. Een CI kan vanaf de zevende maand worden aangebracht. De gebarentalige dovengemeenschap is niet absoluut tegen deze hulpmiddel maar heeft wel moeite met de communicatie door de artsen, die dit hulpmiddel voorstellen als "oplossing tegen doofheid". De artsen en fabrikanten communiceren amper of vaker niet over de nadelen en de oplossingen die er zijn.

### Gentherapie
Gentherapie lijkt een veelbelovende ontwikkeling. Bij experimenten in 2005 slaagde men erin om met een genetisch gemanipuleerd virus bij cavia's nieuwe haarcellen te laten groeien in het binnenoor. De cavia's kregen 50 tot 80% van hun oorspronkelijke gehoor terug. Verdere experimenten zullen nog vele jaren duren, waardoor deze techniek voorlopig niet kan worden toegepast op mensen.
Door een toenemende kennis van het menselijke DNA slaagt de medische wetenschap er in, om door middel van prenataal onderzoek bij de foetus doofheid in een vroeg stadium te diagnosticeren. Er zijn ca. 400 genetische varianten van erfelijk bepaalde doofheid, een deel hiervan kan via screening gediagnosticeerd worden. Deze kennis is al met succes in de praktijk toegepast om bij IVF te voorkomen dat ouders met een erfelijke aanleg voor doofheid een doof kind kregen. Een aantal activisten uit de (internationale) dovengemeenschap voert een actieve lobby voor een (nationaal) beleid om deze vorm van screening vrijblijvend te houden, o.a. om te vermijden dat meer zwangerschappen met foetussen met een auditieve beperking tussentijds afgebroken worden, een vorm van eugenetica.

## Hulpmiddelen
Doven kunnen dankzij internet relatief makkelijk onderling en met anderen communiceren via e-mail en instant messengers. Vroeger kon dat alleen via de fax of een speciale teksttelefoon. Met de opkomst van mobiele telefonie is sms ook een belangrijk communicatiemiddel voor doven geworden.
Door de snellere ISDN- en breedbandverbindingen (ADSL en kabel) kunnen prelinguaal doven met elkaar communiceren in gebarentaal via een beeldtelefoon of webcam.
Binnenshuis kunnen doven zich door een wek- en waarschuwingssysteem (met flitslampen en/of trilontvanger) of een signaalhond laten attenderen op diverse geluidssignalen zoals de deurbel, telefoon, wekker en de rookmelder.
Doven kunnen tot op zekere hoogte leren spraakafzien (liplezen). Het gesproken Nederlands gebruikt 40 verschillende klanken. Het onderscheid tussen deze klanken is over het algemeen duidelijk te horen, maar slechts 10 klanken zijn goed van de mond af te lezen. Als voorbeeld zijn de volgende woorden moeilijk te onderscheiden (via het spraakafzien) 'paard, haard, baard, waard'. Een deel van de woorden (circa 25%) wordt dan hopelijk duidelijk uit de context van het verhaal. Soms kan een dove met een hoortoestel nog iets meer verstaan door het opvangen van klanken. Maar feit blijft dat de overige 50% gegokt moet worden. Dit maakt het spraakafzien erg moeilijk en vermoeiend.

## Doven in de samenleving
De Nederlandse dovengemeenschap bestaat vooral uit prelinguaal doven, met een bijbehorende dovencultuur en gebarentaal. Die cultuur is vooral visueel van karakter. Een deel van de prelinguaal doven beschouwt hun doofheid niet als een handicap, in tegenstelling tot postlinguaal doven die het verlies van een van hun zintuigen juist als een grote handicap ervaren. Een ander deel van de prelinguaal doven ervaart het verschil (qua het horen) met hun overwegend horende sociale omgeving als een handicap.
Omdat prelinguale doven zichzelf als een culturele minderheid zien, hebben ze meer wensen en/of eisen dan alleen hulpmiddelen. Bijvoorbeeld de wettelijke erkenning van de Nederlandse of Vlaamse Gebarentaal, cultuursubsidies (voor o.a. handtheater, filmproducties, gebaren-cdroms, eigen televisieprogramma), een instituut voor gebarentaal. De eis van 100% ondertiteling van tv-programma's is ook een prangende kwestie in de dovengemeenschap (het gaat hier dan over geschreven Nederlands, niet over de NGT of VGT). Een van de verworvenheden is de in 1997 gestarte hbo-opleiding voor tolk en leraar Nederlandse Gebarentaal, waardoor het tekort aan gebarentolken afgenomen is en de toegankelijkheid van de Nederlandse samenleving voor doven is vergroot.
Op initiatief van de Wereldgezondheidsorganisatie (WHO) wordt jaarlijks op 3 maart World Hearing Day gemarkeerd. Doelstellingen zijn: informatie over hoorzorg en het promoten van acties gericht op preventie van gehoorverlies.
Dove (en slechthorende) kinderen kunnen hun lagere- en middelbareschooltijd doorbrengen op dovenscholen maar ook binnen het reguliere onderwijs, zij het met de nodige ondersteuning.
Op zowel lokaal, nationaal als internationaal vlak hebben doven eigen organisaties, welzijnsstichtingen, verenigingen en evenementen op het gebied van onder andere belangenbehartiging, recreatie en sport.
Zo zijn er bijvoorbeeld de Deaflympics: Olympische Spelen voor doven (niet te verwarren met de Paralympische Spelen voor gehandicapten). De Nederlandse belangenvereniging voor prelinguaal doven zijn Dovenschap en Stichting Belangen Nederlandse Dove Jongeren, die voor plots- en laatdoven is de Stichting Plotsdoven.

### Gebarentalen
- Gebarentaal
- Handalfabet
- Amerikaanse Gebarentaal (ASL)
- Nederlandse Gebarentaal (NGT)
- Vlaamse Gebarentaal (VGT)
- Vlaams GebarentaalCentrum (VGTC)

### Doofheid
- Gehoorschade
- Kennedy-stichting
- Oor
- Gehoor
- Plots- en laatdoofheid
- Postlinguale doofheid
- Prelinguale doofheid
- Slechthorendheid

### Algemeen
- Ringleiding
- Jeanne Kunkler

### Nederland
- Dovenschap: Organisatie voor en door doven
- JongerenCommissie: Organisatie voor en door doven
- Stichting Plotsdoven
- Oorakel: Advies- en informatiecentrum over doofheid
- NCPLD: Nederlands Centrum voor Plots- en Laatdoofheid
- FODOK: Federatie van Ouders van Dove Kinderen
- VIA Landelijk Centrum GGZ en Gehoorstoornissen
- NVLF - logopedische interventie bij doofheid en slechthorendheid
- Dovenclub: Startpagina voor doven clubs/verenigingen in Nederland

### Suriname
- De Kennedy-stichting: school en internaat voor gehoorgestoorden

### Vlaanderen
- Vlaamse Gebarentaal leeft!
- Fevlado: Federatie van Vlaamse Dovenorganisaties
- Doof Actie Front
- Vlaams Gebarentaalcentrum
- Doven.be

### Europa
- EuroHear: Europees onderzoeksproject naar fundamentele genetische doofheid (Engels)

### Wereld
- WFD, The World Federation of the Deaf (Engels)